# Kömbe
Kömbe, Kömeç o Gömmeç és una varietat de pa dolç o "çörek" de la cuina turca i de l'Azerbaidjan. En Turquia pertenyat a la cuina regional de la província de Hatay i Zonguldak. La paraula turca kömbe ve del verb "gömmek" (entarrar), ja que els pans es feien soterrats a les brases o cendra. Avui generalment es fan dins del forn.
En alguns parts de Turquia es fa un börek (salat, amb formatge, carn picada o pastırma) que s'anomena kömbe böreği.